# Gálos Kálmán
Gálos Kálmán (1889-ig Goldspitzer, Rábapordány, 1870. július 1. – Balatonfüred, 1925. május 17.) közgazdász, MÁV menetjegyiroda vezérigazgatója.

## Élete
Gálos (Goldspitzer) Pál és Steuer Katalin fiaként született. Vezérigazgatója volt az Idegenforgalmi és Utazási Vállalat Rt.-nek, melyet ő fejlesztett naggyá üzleti érzékével és vállalkozó képességével. Több alkalommal tett nagyobb tanulmányutakat, könyvet írt az idegenforgalomról és irodalmi színvonalon álló jelentéseket szerkesztett. Gyakran kérték fel külföldi nemzetközi konferenciák vezetésére és vállalatának szervezetét a külföldi intézmények is átvették. Harcolt a Balaton vidék fejlesztéséért részt vett az Égisz, Nautika és Balatoni Jachtépítő Rt. alapításában. A Tátra körül is múlhatatlan érdemeket szerzett. Elnöke volt a Belvárosi Polgári Körnek, valamint a Royal Vívóklubnak. 1904. március 10-én Budapesten, a Ferencvárosban házasságot kötött Vattay Emiliával, Vattay Bálint és Dankó Zsuzsanna lányával. 1896 és 1914 között szerkesztője volt a Magyarország és a Nagyvilág című folyóiratnak. Számos könyve is megjelent e témában. 1923-ban kormányfőtanácsossá nevezték ki. Balatonfüreden hunyt el 1925-ben ütőérelmeszesedés következtében.